# Gyanútlan gyakornok
A Gyanútlan gyakornok (alternatív cím: Fürkész felügyelő, eredeti cím: Inspecteur la Bavure) 1980-ban bemutatott francia vígjáték, rendezője Claude Zidi, főszereplők Coluche és Gérard Depardieu.
Magyarországi bemutató: 1983. július 28.

## Cselekmény
|  | Alább a cselekmény részletei következnek! |

Egy hősi halált halt rendőr fiaként Michel Clément (Coluche) apjára való tekintettel sikeresen leteszi a rendőrvizsgát, így nyomozó válik belőle. Anyja (Marthe Villalonga) rendkívül büszke a fiára, akit csupa szeretetből kisfiaként kezel.
Michel Clément már a rendőrségen töltött első napján félreértés áldozata lesz, egy szökött bűnöző helyett kollégái jól megverik. Egy újságírónő lefényképezi „a rendőri brutalitás áldozatát”. Amikor tisztázódik a félreértés, az újságírónő lehetőséget kap rá, hogy szorosan figyelemmel kísérje a rendőrök munkáját, és ő Michel Clément-t választja.
Michel Clément és kollégái kisebb ügyek mellett (például értékes, kétszáz éves pisztolyok eltűnése) mellett a legfőbb ellenség, Roger Morzini (Gérard Depardieu) után is nyomoznak, neki azonban nem bukkannak a nyomára, bár megtámad a társaival egy ékszerkészítő műhelyt, ahol csupa kerekes székes alkalmazott dolgozik, akik azonban jól elbánnak a társaival, így Morzininak menekülnie kell. Morzini tudja, hogy arcát ismerik a rendőrök, ezért átoperáltatja. Közben az újságírónő, Marie-Anne Prossant (Dominique Lavanant) a tévében arról beszél, hogy Morzini valószínűleg impotens, és a rablásokkal kompenzálja ezt. Morzini ezen felháborodik, és már a kórházi ágyon felhívja telefonon az újságírónőt és interjút ígér neki, amit az lelkesen elfogad. A találkozó azonban csak jóval később jön létre. Morzini a távozása előtt megöli a plasztikai sebészt, mivel azt mondta neki, hogy felismeri az arcát.
Morzini Michel Clément bizalmába férkőzik, és krimiíróként mutatkozik be. Mivel az újságírónő egy gazdag gyáros lánya, ezért az ő kérésére a rendőrség vigyáz rá. Azonban a rendőrség igazgatójának utasítására nem a legjobb, hanem a leggyengébb emberüket állítják a nő figyelésére, és ez nem más, mint Michel Clément. Michel megszervezi, hogy a „krimiíró” találkozhasson a nővel. Ehhez kollégáit is félre kellett vezetnie, ezért emberrablásban való bűnrészesség miatt kihallgatják, ő azonban nem tudja, hogy Morzini hol tartja a nőt. Azonban elengedik, mert abban bíznak, hogy nyomra vezeti őket. Egy nyomkövetőt helyeznek el a zakójában, azonban egy utcai gitáros felhívja rá a figyelmét, hogy zavarja valami a gitár erősítőjét, így Michel odaadja az öltönyét egy hajléktalannak, ő pedig anyját felhívva segítséget kér tőle. Bár a lakás telefonját lehallgatja a rendőrség, azt nem tudják, hogy hol van a „szokott hely”. Michel és anyja rendszeresen kimennek a temetőbe, hogy Michel apját tájékoztassák a fejleményekről, így most is ott találkoznak. Michel anyja ételt, italt és ruhát is visz a fiának, bár a ruha egy prostituált ruhája.
Morzini időközben 1 milliárd régi frankot követel az apától a tévében, amit az hajlandó lenne megadni neki.
Michel és kollégái azonban Morzini anyját rabolják el (civilben). Az asszony hasznos információval szolgál, mert tippet ad arra, hol lehet a fia. Morzini már a túsza kisujjának levágására készül, ekkor azonban megérkezik Michel Clément és a nő elengedését követeli. Mivel Morzini erre nem hajlandó, Michel egy markológép segítségével módszeresen hozzálát lebontani a házat, végül a túszt is kiemeli a gép kanalával és lehelyezi a földre. Az újságírónő rendkívül hálás neki és csókjaival borítja el.
Hamarosan egy szállodába mennek, amit két órára vesznek ki. Innen Michel felhívja az aggódó apát, és közli vele, hogy személyesen fog elmenni a pénzért.
|  | Itt a vége a cselekmény részletezésének! |

## Szereplők
- Coluche : Michel Clément rendőrgyakornok / a hősi halált halt nyomozó, Jules Clément fia (Mikó István (2. magyar hang))
- Gérard Depardieu : Roger Morzini – első számú közellenség, gyilkos, emberrabló (Széles László (2. magyar hang))
- Dominique Lavanant : Marie-Anne Prossant – újságírónő
- Julien Guiomar : Vermillot – a rendőrségi osztály parancsnoka
- Alain Mottet : Dumeze – a rendőrség igazgatója
- François Perrot : Louis Prossant – médiamágnás,  Marie-Anne apja
- Jean Bouchaud : Zingo felügyelő
- Clément Harari : Dr Haquenbusch – plasztikai sebész
- Philippe Khorsand : Alphonse Rouchard – szatír
- Martin Lamotte : Gaffuri felügyelő
- Dany Saval : régiségkereskedő
- Hubert Deschamps : Marcel Watrin –  felügyelő, közel a nyugdíjhoz, Michel Clément-t mellé osztják be
- Marthe Villalonga : Marthe Clément, Michel Clément anyja
- Richard Anconina : Philou – Michel Clément egyik barátja
- Féodor Atkine : Merlino – fényképész
- Richard Bohringer : halottkém
- Jeanne Herviale : Denise Morzini – Morzini anyja

## Érdekesség
Morzini alakját Jacques Mesrine után mintázták meg, az újságírónő apjának mintája pedig Robert Hersant volt.

## Fordítás
- Ez a szócikk részben vagy egészben  az   Inspecteur la Bavure című francia Wikipédia-szócikk fordításán alapul.  Az eredeti cikk szerkesztőit annak laptörténete sorolja fel. Ez a jelzés csupán a megfogalmazás eredetét és a szerzői jogokat jelzi, nem szolgál a cikkben szereplő információk forrásmegjelöléseként.